# 레이자인
레이자인(중국어: 雷佳音, 병음: Lei Jiayin, 한자음: 뇌가음, 1983년 8월 29일 ~ )은 중국의 배우이다. 안산시 톄둥구에서 태어났다.

## 방송
- 장안12시진
- 노남해
- 화평반점
- 아부시정영
- 아적전반생

## 영화
- 공작조: 현애지상
- 엔드게임: 나는 킬러다